# Hervormde kerk (Kloosterzande)
De Hervormde kerk (ook: Hof te Zande kerk) is een kerkgebouw te Kloosterzande, gelegen aan Willem de Zwijgerlaan 2.

## Geschiedenis
Oorspronkelijk was deze kerk de kloosterkapel van de uithof van de Abdij Ten Duinen, welke zich te Koksijde bevond en waaraan het huidige Hof te Zande nog herinnert.
Deze bakstenen kapel werd omstreeks 1250 gebouwd in de stijl van de overgang tussen romaans en gotiek. Vooral de oostgevel getuigt hiervan.
Omstreeks 1580 werd het klooster verwoest bij de aanvang van de Nederlandse Opstand. In 1609 werd het kerkje herbouwd, waarbij de oorspronkelijke oostgevel werd gehandhaafd en de rest van het kerkje met behulp van het puin van de kloostergebouwen werd opgebouwd.
In 1645 werd het Land van Hulst door de Staatse troepen ingenomen en in 1646 kwam het gord aan de Prinsen van Oranje. De kerk werd sinds 1648 benut voor de Hervormde eredienst.

## Gebouw
Het huidige gebouw is een bakstenen zaalkerkje onder zadeldak, voorzien van een dakruiter. Het interieur wordt gedekt door een houten gewelf. De oostgevel is van omstreeks 1250, het overige is van 1609.
De orgelkast is van 1842 en werd vervaardigd door Mennes en Preuniger. De preekstoel is van omstreeks 1650.

## Huidig gebruik
Het gebouw is in gebruik bij de Hervormde gemeente in Kloosterzande maar is ook beschikbaar voor huwelijken, recepties, concerten, lezingen etc. Stichting De Kerk in Klooster beheert het gebouw.